# Olearia matthewsii
Olearia matthewsii là một loài thực vật có hoa trong họ Cúc. Loài này được Heenan mô tả khoa học đầu tiên năm 1991.